# Talamasca (Literatura)
La Casta Talamasca, Orden de Talamasca, o simplemente Talamasca es una sociedad secreta ficticia en el universo de los libros de Anne Rice.

## Características
Se la describe como una sociedad secreta que se ocupa de investigar y vigilar hechos paranormales, en particular brujas, vampiros, hombres lobo y espíritus. Anne Rice los describe como "Detectives de lo paranormal".
La palabra "Talamasca" proviene del latín y significa "Mascara de animal". Aquel era un antiguo término para referirse a un brujo o un chamán
Su lema es "Vigilamos, y estamos siempre presentes".
La Talamasca en sí misma, según Rice, posee casas matrices en Londres, Nueva Orleans, Ámsterdam, Roma, y otras ciudades del mundo. Se dice que la organización existe desde el siglo I, (Rice dice en La hora de las brujas que fue formada oficialmente en el siglo XI, pero que existía desde antes).
Se dice que la organización posee bastante influencia en la supresión de información paranormal,a saber la existencia de vampiros como el caso de Lestat, acumulando la mayor parte de sus diarios y otros artículos expositivos que pueden haber revelado la existencia y la naturaleza de vampiros en sus bóvedas debajo la casa principal en Londres, Inglaterra. Debajo de aquella casa, se encuentra lo que se podría llamar un museo de lo sobrenatural, pues todos sus objetos están relacionados con casos paranormales. Las bóvedas solo están accesibles a los más importantes miembros de la orden. Talamasca también guarda pinturas sobre el vampiro Marius, y otros artefactos de los vampiros, como Pandora, Armand, Louis, Lestat y Claudia.
David Talbot, superior de la orden de Talamasca, es responsable de rastrear las pinturas de Marius a través de la historia, dedicando gran parte de su vida mortal al experimentalismo de Marius a través de diferentes medios y estilos. David fue el primero en notar que el pintor siempre retrataba a Armand de la misma edad, quien no parecía envejecer.
La organización es también responsable de la supresión y el encubrimiento en cuanto al fiasco de la familia Mayfair que concierne a la anomalía del nacimiento de Taltos. También puede haber sido responsable de encubrir el incendio del "Théâtre des Vampires"
Muchos de los personajes vampiricos de las novelas de Anne Rice pertenecieron a Talamasca antes de recibir el "regalo oscuro". Jesse, David y Merrick son los más populares personajes ex-Talamasca. La orden de Talamasca también aparece en La hora de las brujas (1991), una historia sobre "Las brujas de Mayfair".
El nombre Talamasca ha sido ocupado en muchos sitios fanes de Anne Rice y en distintos juegos de rol
Una sociedad similar aparece en la serie de televisión de Highlander, llamada Los centinelas o Vigilantes (Watchers) que se dedican a seguir y documentar a los inmortales.
- Datos: Q682242